# Тадеуш Кантор
Тадеуш Кантор (на полски: Tadeusz Kantor) e полски режисьор, сценограф, художник авангардист, теоретик на театралното изкуство.

## Биография
Кантор е роден във Вельополе Скшинске през 1915 г. В периода 1934 – 1939 г. следва в Краковската Академия за изящни изкуства. В периода 1948 – 1949 и 1967 – 1969 г. преподава в своята алма матер.
По време на Втората световна война създава Нелегален независим театър, в който поставя Баладина на Юлиуш Словацки и Завръщането на Одисей на Станислав Виспянски. През 1948 г. участва в организирането на Първата изложба на съвременно изкуство в Краков. От 40-те до 70-те години подготвя сценографски проекти за професионалните театри. Между 1950 и 1954 г. се оттегля от артистичния живот в знак на протест срещу ограниченията върху изкуството, които налага доктрината на соцреализма.
След 1956 г. създава и развива заедно с Мария Ярема Театър Крикот 2. Този проект е продължение на съществувалия в периода между двете световни войни авангарден театър Крикот, в който работят главно представители на пластичните изкуства. През 60-те и 70-те години създава авторски спектакли, които интерпретират авангардното творчество на Станислав Игнаци Виткевич и Бруно Шулц.
Международна популярност придобива с експерименталните пиеси, основани върху личния му автобиографичен опит: Мъртвият клас (1975), Къде са някогашните снегове? (1979), Вельополе, Вельополе (1980), Творците да изчезват (1985), Никога не ще се върна тук (1988), Днес имам рожден ден (1991).
Често участва лично в своите спектакли в ролята на церемониалмайстор. Абстрактната сценография и специфичната актьорска игра, при която движенията на актьорите наподобяват тези на марионетки, са характерни черти на театъра на Кантор. Развитието на неговите концепции преминава през театър информел (автоматичен театър) и нулевия театър (своеобразен хепънинг, който елиминира границата между сцена и публика). През 1975 г. оповестява манифеста на Театъра на смъртта, чиито главни теми са паметта, нетрайността на битието и конструирането на историческия разказ.
В областта на изобразителното изкуство Кантор е повлиян от течения като информел, дадаизъм и конструктивизъм. През 60-те години заедно с творците от варшавската галерия Фокзал реализира редица творчески хепънинги (напр. Панорамен морски хепънинг 1967, Лекция по анатомия с Рембранд 1969). Автор е на редица асамблажи и амбалажи – живописни платна с добавени различни предмети, най-често силно повредени (пликове, чадъри). През 1975 г., когато работи над Мъртвият клас, подготвя серия композиции под същото заглавие.

## Основни манифести
- Автономният театър (1963)
- Театрален хепънинг: Театърът на събитията (1967)
- Неформалният театър (1969)
- Нулев театър (1969)
- Театър на смъртта (1975)